# Salus per aquam
La locuzione salus per aquam o sanitas per aquam (o per aquas) in latino significa salute per mezzo dell'acqua.
Vi si riferisce comunemente come suo acronimo (da cui l'uso anche in maiuscolo: SPA) il termine, d'origine anglosassone, di spa intesa come stazione termale o in generale azienda che opera per il benessere, il relax e la cura del corpo. In realtà si tratta di un caso di etimologia popolare, sostenuto anche dalla necessità di svincolarsi dai diritti sul marchio belga, Spa, originato dalle antiche terme dell'omonima città. Di fatto, la locuzione "salus per aquam" non è attestata negli autori latini e l'espressione sembra essere nient'altro che un acronimo inverso.